# Premio Nacional de Poesía José Hierro
El Premio Nacional de Poesía José Hierro es uno de los galardones más importantes de poesía que se otorgan en España. Es patrocinado por la Universidad Popular José Hierro de San Sebastián de los Reyes y tiene una dotación económica de 9.000 euros. 
Fue convocado por primera vez en 1990, año en que se fundó la Editorial Universidad Popular. Las primeras publicaciones de la editorial fueron los poemarios Quinta del 42 (reedición), de José Hierro, y Juratorio, de Manuel Ríos Ruiz, ganador del I Premio Nacional de Poesía José Hierro. Este proyecto editorial fue iniciativa y fruto de la intensa relación que José Hierro mantuvo durante más de veinte años y hasta su fallecimiento con la Universidad Popular de San Sebastián de los Reyes.

## Jurado
El prestigio del galardón está avalado por un jurado permanente integrado por Pablo García Baena (Premio Príncipe de Asturias, Premio Reina Sofía de Poesía Iberoamericana), Joaquín Benito de Lucas (Premio Adonáis 1967, Premio Tiflos), Pureza Canelo (Premio Adonáis 1970), Luisa Castro (Premio Hiperión 1986, Premio Biblioteca Breve 2006), Ángel García López (Premio Adonáis 1969, Premio Nacional de Literatura 1973) y Antonio Hernández (Premio Jaime Gil de Biedma 1993, Premio Nacional de la Crítica en 1994). 
Durante sus veinte ediciones, el premio ha contribuido principalmente al descubrimiento de nuevas voces de la poesía española, aunque en su lista de galardonados también figuran poetas con larga trayectoria como Jaime Siles, Pedro J. de la Peña y Elsa López.

## Galardonados
| Año  | Autor                       | Libro                                                |
| ---- | --------------------------- | ---------------------------------------------------- |
| 1990 | Manuel Ríos Ruiz            | Juratorio                                            |
| 1991 | Juan Vicente Piqueras       | La palabra cuando                                    |
| 1992 | José Alberto Santiago       | Invitación a la medida                               |
| 1993 | Carlos Clementson           | Archipiélagos                                        |
| 1994 | Rafael Alfaro               | Los pájaros regresan a la tarde                      |
| 1995 | Alejandro López Andrada     | El rumor de los chopos                               |
| 1996 | Antonio Porpetta            | Adagio Mediterráneo                                  |
| 1997 | Javier Velaza               | De un dios bisoño                                    |
| 1998 | Máximo Hernández            | Matriz de la ceniza                                  |
| 1999 | José Luis Morales           | El aroma del tacto                                   |
| 2000 | Cristina Morano             | La insolencia                                        |
| 2001 | Elsa López                  | Mar de amores                                        |
| 2002 | Julio A. Egea               | Fábulas de un tiempo nuevo                           |
| 2003 | José María Algaba           | Único fragmento                                      |
| 2004 | José Antonio Ramírez Lozano | Ofidia                                               |
| 2005 | José Infante                | Días sin música                                      |
| 2006 | Joaquín Márquez             | Fábulas peregrinas                                   |
| 2007 | Pedro J. de la Peña         | La zarza de Moisés                                   |
| 2008 | Jaime Siles                 | Colección de tapices                                 |
| 2009 | Andrés Mencía               | Y vuelves una y otra vez a detenerte                 |
| 2010 | Francisco Caro              | Paisaje (en tercera persona)                         |
| 2011 | Antonio Praena              | Actos de amor                                        |
| 2012 | Miguel Ángel Curiel         | Hacer hielo                                          |
| 2013 | Pedro A. González Moreno    | El ruido de la savia                                 |
| 2014 | Juan Antonio Marín          | La noche y su perdón                                 |
| 2015 | María Rosal                 | Carmín rojo sangre                                   |
| 2016 | Francisco Domene            | Ajuste de cuentas                                    |
| 2017 | Pedro Flores                | Coser para la calle                                  |
| 2018 | Antonio San Miguel Roldán   | Llegar a Portugal en un ferrocarril que ya no existe |
| 2019 | Julio César Jiménez         | Credo del ardor                                      |
| 2020 | Carmen Crespo Toril         | En sí ni un solo momento                             |
| 2021 | Carmen Palomo Pinel         | DIDO                                                 |
| 2022 | Roxana Méndez               | Las bañistas                                         |
| 2023 | José Pablo Barragán         | Tarea de español                                     |